# ناوچه کلاس لئاندر
ناوچه کلاس لئاندر (به انگلیسی: Leander-class frigate) یک کلاس از کشتی است که طول آن ۱۱۳٫۴ متر (۳۷۲ فوت) می‌باشد.